# Anhydrophryne ngongoniensis
Anhydrophryne ngongoniensis е вид жаба от семейство Pyxicephalidae. Видът е застрашен от изчезване.

## Разпространение и местообитание
Разпространен е в Южна Африка (Квазулу-Натал).
Обитава гористи местности, места с песъчлива и влажна почва, склонове, ливади, плата и плантации.

## Описание
Популацията на вида е стабилна.